# Vara d'alcalde

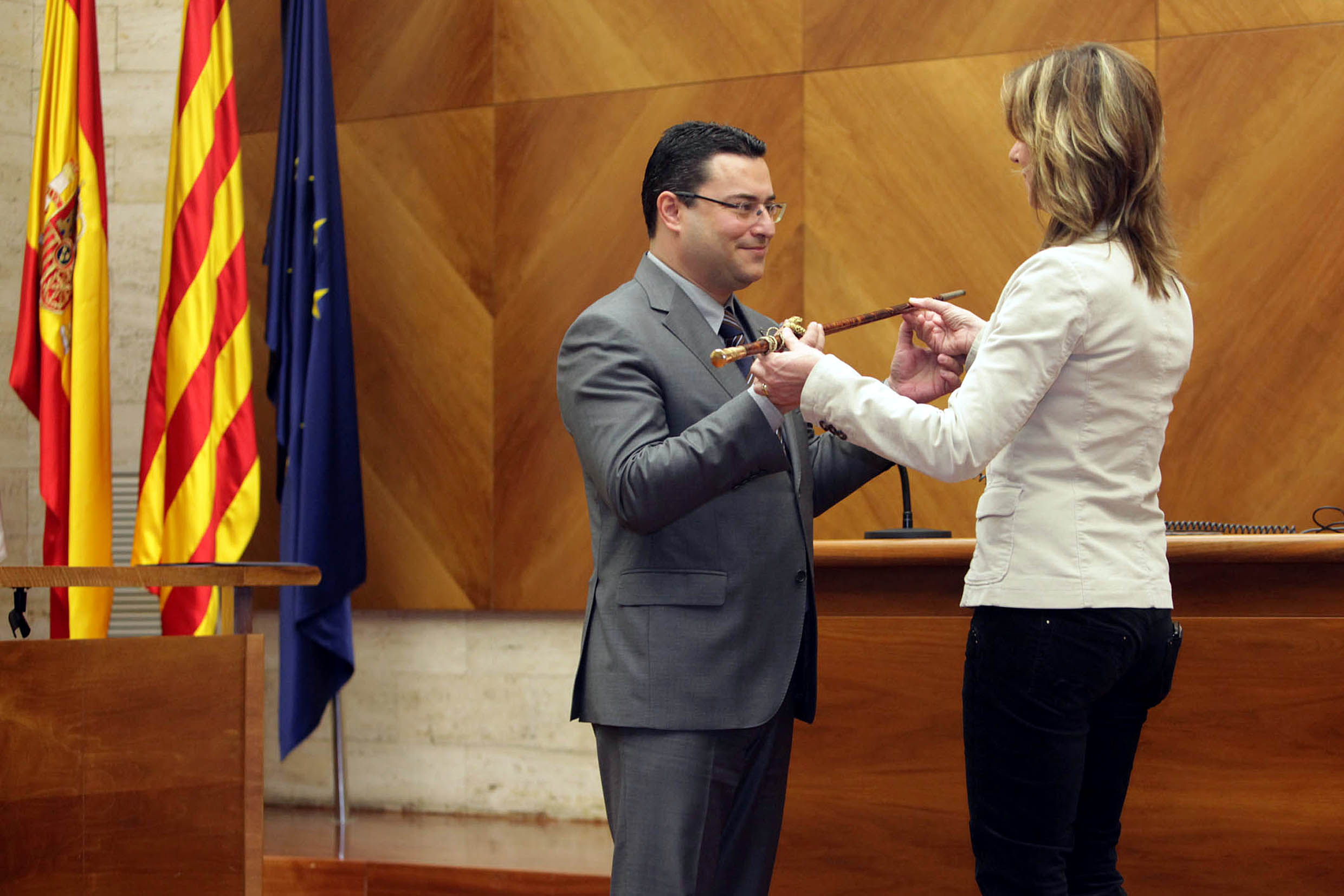
Joan Carles Sánchez en el moment de ser investit alcalde de Sabadell, amb la vara d'alcalde

Una vara de batlle és un derivat del bastó de comandament, usat com a insígnia d'autoritat, que porten els batlles i tinents de batlle.

## Història
De molt antic el bastó fou sempre un signe de comandament o un atribut de dignitat, no solament militar, sinó també judicial. Homer ja parlava dels bastons militars portats pels capitans. Els primitius magistrats de Roma portaven bastonets d'or, de vori o d'alzina, segons llur dignitat. El ceptre mateix no és sinó un bastó que indica l'autoritat sobirana. Els primers reis francesos portaven un bastó recobert de làmines d'or, que al segle xiv fou substituït per la mà de la justícia. En forma curta el bastó és distintiu, en diferents països, dels més elevats graus militars (mariscals, generals, almiralls), i també d'alts càrrecs honorífics, com el bastó de cerimònia o el bastó de gran mestre, a l'antiga cort francesa. El bàcul eclesiàstic i la vara de determinades autoritats civils deriven del bastó de comandament.